# 뮤직셔플쇼 더 히트
《뮤직 셔플쇼 더 히트》는 2019년 2월 8일부터 2019년 4월 19일까지만 종영되는 KBS 2TV 음악 프로그램이다.

## 기획 의도
우리의 기억 속에 깊숙이 박혀있는 수많은 히트곡들. 그러나 그 히트송들은 유행곡이라는 순리에 따라 밀리고 밀려 점점 잊혀져가고 있다. 사라져 가는 히트곡과 새로운 히트곡들의 순환은 너무나도 자연스러우며 그 순환이 이 시장의 논리이나 그 곡만 사라지는 것이 아니다. 그 곡이 품고있는 스토리, 그 곡이 함께했던 배경이야기. 그리고 그 곡을 부른 원곡자들마저도 조용히 사라지는 것이 현실. 본 프로그램은 히트곡이 가지고 있는 진정성을 최고의 음악으로 재 탄생시켜 잊혀지고 싶지 않은 가수와 잊고 싶지 않은 팬들을 연결시켜주는 새로운 뮤직 토크 버라이어티이다.

## 방송 시간
| 방송 채널 | 방송 기간                         | 방송 시간                    | 비고          |
| --------- | --------------------------------- | ---------------------------- | ------------- |
| KBS 2TV   | 2019년 2월 8일                    | 매주 금요일 밤 10:00 ~ 12:20 | 2회 연속 방송 |
| KBS 2TV   | 2019년 2월 15일 ~ 2019년 4월 19일 | 매주 금요일 밤 10:00 ~ 11:20 | 분리 편성     |

## 진행자
| 출연진         | 방송 기간                        |
| -------------- | -------------------------------- |
| 송은이, 김신영 | 2019년 2월 8일 ~ 2019년 4월 19일 |

## 시청률
| 회차 | 방송일          | AGB 시청률 | 대한민국(전국) |
| ---- | --------------- | ---------- | -------------- |
| 1    | 2019년 2월 8일  | 3.0%       | 3.0%           |
| 2    | 2019년 2월 8일  | 3.0%       | 3.0%           |
| 3    | 2019년 2월 15일 | 3.0%       | 3.0%           |
| 4    | 2019년 2월 22일 | 2.5%       | 4.2%           |
| 5    | 2019년 3월 1일  | 2.2%       | 2.3%           |
| 6    | 2019년 3월 8일  | 1.9%       | 2.5%           |
| 7    | 2019년 3월 15일 | 2.5%       | 3.0%           |
| 8    | 2019년 3월 22일 | 2.3%       | 3.2%           |
| 9    | 2019년 3월 29일 | 1.5%       | 2.8%           |
| 10   | 2019년 4월 5일  | 1.7%       | 3.9%           |
| 11   | 2019년 4월 12일 | 1.6%       | 3.1%           |
| 12   | 2019년 4월 19일 | 1.5%       | 4.5%           |